# Marco Luzzago
Marco Luzzago (Brescia, 23 de junio de 1950-Macerata, 7 de junio de 2022) fue un médico italiano y Lugarteniente del Gran Maestre y jefe de la Soberana Orden Militar de Malta.

## Familia y estudios
Luzzago era miembro de una familia noble de Brescia que se remonta en la línea masculina al año 1360. Una rama extinta de la familia recibió el título de conde de Cesana de la República de Venecia en 1678. Luzzago era descendiente colateral del Venerable Alessandro Luzzago.
Luzzago completó su educación secundaria en el Liceo Scientifico Statale Annibale Calini, un instituto franciscano en Brescia, antes de estudiar medicina en la Universidad de Padua y la Universidad de Parma. Durante muchos años administró los intereses inmobiliarios de su familia. Esto dio lugar a actividades comerciales en la industria del consumo y la distribución minorista a gran escala.

## Orden de Malta
En 1975, Luzzago se unió a la Soberana Orden Militar de Malta como Caballero de Honor y Devoción en el Gran Priorato de Lombardía y Venecia. En 2003 tomó votos solemnes como Caballero de Justicia. Desde 2010 Luzzago es responsable de una de las comandancias de la Orden en las Marcas.
En 2011 Luzzago fue ascendido al rango de Caballero Comendador de Justicia en el Gran Priorato de Roma, donde ocupa el cargo de Delegado de las Marcas del Norte y jefe de la biblioteca. Desde 2017 es miembro del Consejo de la Asociación Italiana de la Orden de Malta.
El 8 de noviembre de 2020, un Consejo Completo de Estado eligió a Luzzago para el cargo de Lugarteniente del Gran Maestre por el período de un año. Prestó juramento ante los miembros del Consejo Completo de Estado y el Delegado Especial del Papa, el cardenal designado Silvano Maria Tomasi. El Papa Francisco fue informado de la elección por carta.
| Predecesor: Ruy Gonçalo do Valle Peixoto de Villas Boas | Príncipe y Gran Maestre de la Soberana Orden Militar de Malta (Lugarteniente interino) 2020-2022 | Sucesor: Vacante |